# Villa Freytag

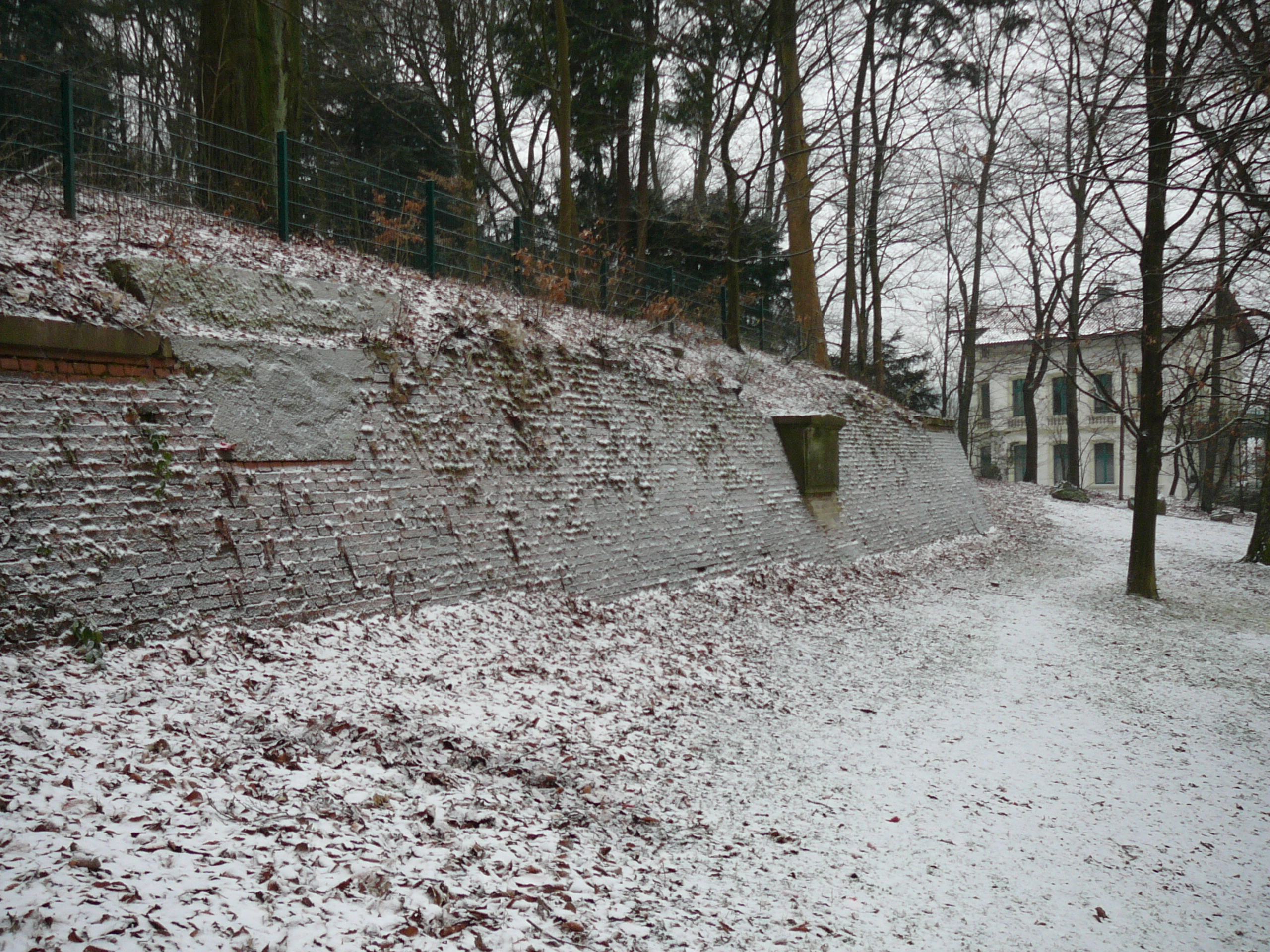
Die Gedenktafel in einer Stützmauer

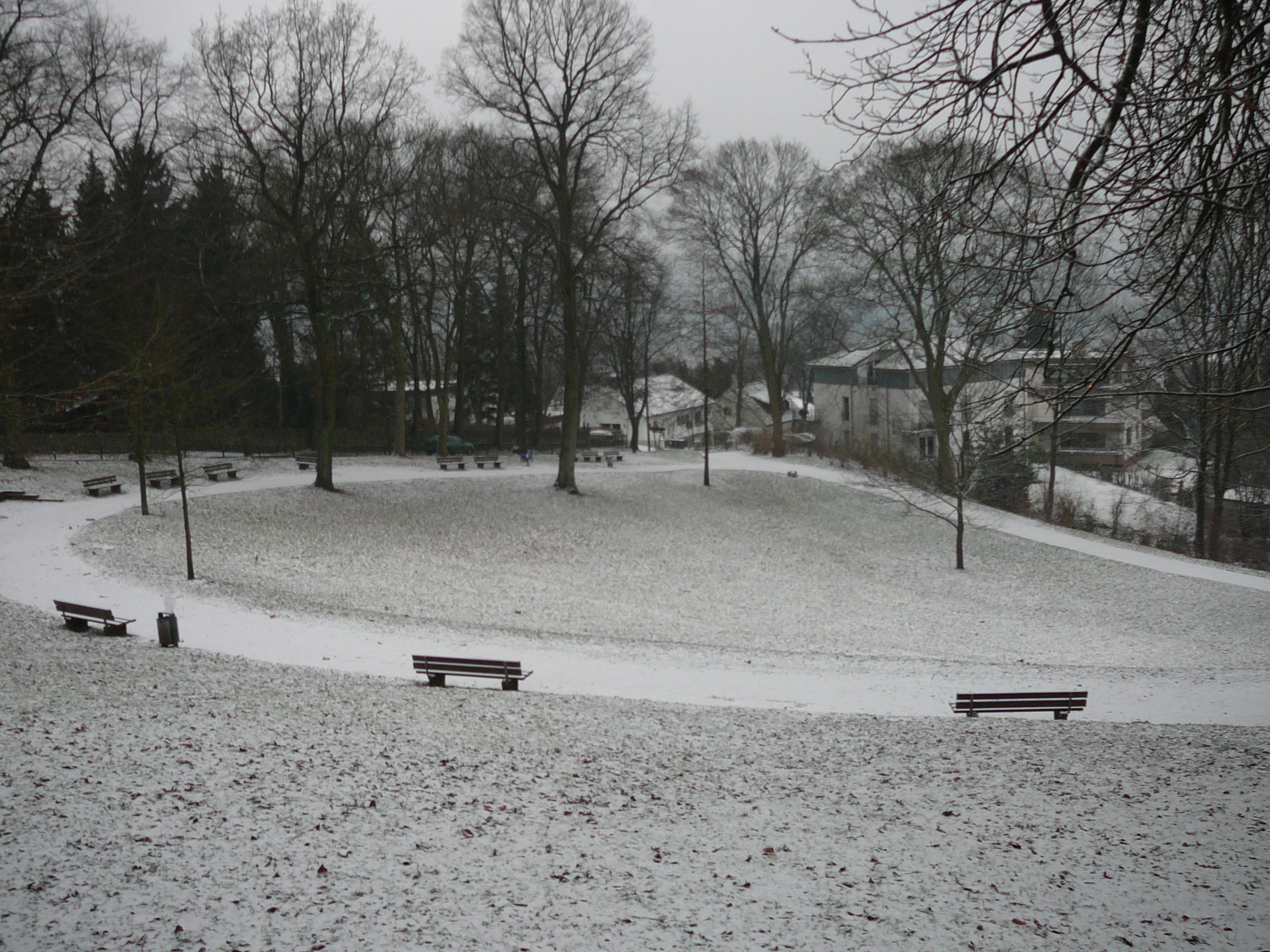
Blick über die Parkanlage

Die Villa Freytag (auch in der Schreibweise „Villa Freitag“) ist eine ehemalige Villa in Wuppertal-Elberfeld.
Sie war im 19. Jahrhundert der Sommerwohnsitz am Friedrichsberg des renommierten Elberfelder Juweliers August Freytag. Die zweigeschossige klassizistische Villa an der damaligen weitgehend unbebauten Küllenhahner Straße 129 (ab 1935 Rheinstraße 129) war dreiachsig und mit einem auf der linken Seite angebauten Turm versehen. Das Haus Küllenhahner Straße 139 war auch im Besitz Freytags, es wurde von einem Gärtner und einem Kommis bewohnt.
Zu der Villa gehörte eine Parkanlage, die Freytag lange Zeit gepflegt hatte. Er hatte testamentarisch festgelegt, dass diese Anlage nach seinem Tode möglichst lange in dem selbigen Zustand erhalten werden sollte. Auch hatte er festgelegt, dass die Stadt 5000 Mark aus seinem Nachlass erhielte. Die Zinsen sollten zum Ankauf weiteren Waldes zugunsten des Verschönerungsvereins verwendet werden. Schon zu Lebzeiten war Freytag ein Mäzen des Vereins, dem er seit dessen Gründung angehörte. Er hatte dem Verein zahlreiche Geldspenden zukommen lassen, um Waldgelände zu erwerben.
Anfang 1908 boten die Erben Freytag/Wechmar die Villa Freytag, bestehend aus dem Wohnhaus, der Parkanlage und dem Hochwald, mit einer Größe von 23 Morgen (rund 4,9 Hektar) der Stadt Elberfeld zur Vergrößerung und Abrundung der Anlagen Friedrichsberg an. Der Preis wurde von den Erben auf 120.000 Mark festgesetzt. Die Stadt nahm das Angebot an, nachdem der Verschönerungsverein sich zu einer Spende von 60.000 Mark verpflichtet hatte.
Die Übergabe der Besitztümer erfolgte am 31. Oktober 1908. Am 29. Juli 1910, also am zweiten Festtag der Dreihundertjahrfeier Elberfelds, wurde die Parkanlage feierlich der Öffentlichkeit übergeben. Dazu versammelte sich eine Menschenmenge und es wurde an der Stützmauer eine steinerne Gedenktafel enthüllt. Die Tafel wurde vom Bildhauer Louis Heitsch entworfen und ausgeführt und trägt die Inschrift:
| „Die Villa Freytag wurde aus Anlass des dreihundertjährigen Stadtjubiläums 1910 vom Verschönerungsverein als öffentliche Anlage gestiftet“ |

Im Mai 1913 wird der Maler Heinrich Phieler, als Bewohner der Villa erwähnt. Er war Fachlehrer für kunstgewerbliches Entwerfen der Handwerker- und Kunstgewerbeschule Elberfeld und Mitglied des Deutschen Werkbundes.
Die Villa Freytag wurde laut offiziellen Angaben 1943 bei dem Luftangriff auf Elberfeld zerstört. Zeitzeugen berichteten dagegen Ende 2018, sie hätten das nur wenig beschädigte Gebäude noch bis in die 1970er Jahre bewohnt. Adressbücher und Luftbilder belegen ebenfalls die Existenz des Gebäudes bis in die Nachkriegszeit. Ein weiterer Zeitzeuge meldete sich aufgrund dieses Artikels und berichtete, dass die Niederlegung 1971 stattfand, nachdem das Gebäude noch zwei Jahre zuvor renoviert worden war.